# Nebesna krogla
Nebésna krogla ali nebésna sféra je navidezna vrteča se krogla, ki ima (običajno) svoje središče v središču Zemljo, na kroglo pa so preslikana vsa nebesna telesa. Krogla se za opazovalca na Zemlji navidezno vrti okrog iste osi kot Zemlja, ki pri tem navidezno miruje.

## Vrste nebesnih krogel
Nebesna krogla lahko ima v svojem središču:
- središče Zemlje (geocentrična nebesna krogla)
- lega opazovalca na Zemlji (topocentrična nebesna krogla)
- središče Sonca (heliocentrična nebesna krogla)
- poljubno drugo nebesno telo (zelo redko)

Pri topocentrični nebesni sferi moramo upoštevati paralakso (posebno za Luno), pri ostalih to ni vedno potrebno.

## Zgodovina
Zamisel za nebesno kroglo so dobili že antični starogrški filozofi. Za njih so bile vse zvezde enako oddaljene in kot, da se nahajajo na krogli s središčem na Zemlji. Nebesna krogla je izgledala kot resnična. Čeprav danes vemo, da je nebesna krogla samo navidezna, je še vedno zelo uporaben model. Podobno so obravnavali nebesno kroglo tudi v srednjem veku.

## Značilnosti
Preslikava ekvatorja Zemlje na nebesno kroglo nam da nebesni ekvator. Na nebesno kroglo preslikamo tudi zemeljski severni in južni pol, tako dobimo nebesne pole (severni in južni), ki so os vrtenja celotne nebesne sfere. Nebesni ekvator razdeli nebesno kroglo na severno in na južno nebesno poloblo (hemisfero). Za opazovalca na Zemlji se navidezno vrtijo vsa nebesna telesa po koncentričnih krogih po nebesni krogli.
Kadar preslikamo na nebesno kroglo navidezno letno pot Sonca, dobimo ekliptiko.

## Nebesni koordinatni sistemi
Lega nebesnega telesa je določena s pomočjo nebesnega koordinatnega sistema. V Vesolju ne obstaja absolutni koordinatni sistem, ker nimamo izhodiščne točke, ki bi omogočala izračun koordinat. Zaradi tega se vzame za izhodišče običajno Zemlja oziroma lega opazovalca. Tako lahko določimo lego poljubnega nebesnega telesa kot kotno oddaljenost od izbrane točke na nebesni krogli (običajno pomladišče).
Uporabljajo se naslednji nebesni koordinatni sistemi:
- horizontni koordinatni sistem
- ekvatorski koordinatni sistem
- ekliptični koordinatni sistem
- galaktični koordinatni sistem
- supergalaktični koordinatni sistem